# 프란시스 쉐퍼

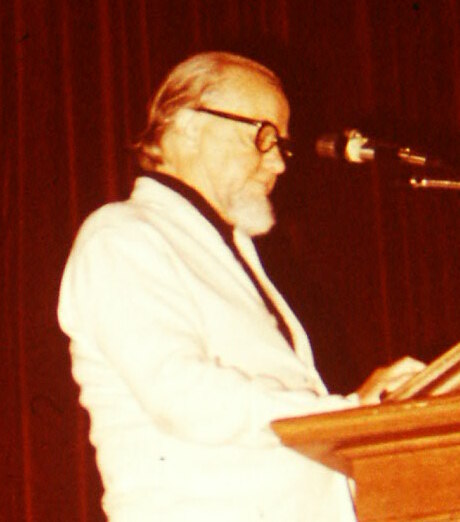

프란시스 쉐퍼(영어: Francis A. Schaeffer, 1912년 1월 30일 ~ 1984년 5월 15일)는 미국의 기독교 철학자이며 장로교 목사이자 복음주의 운동가이다.  쉐퍼는 신학적 모더니즘를 반대하고 역사적 개신교 신앙에 더욱더 촉진시켰으며, 그 시대의 질문에 대답할 기독교 변증학을 위해 전제주의 변증 방법을 발전시켰다. 성경을 통해서 철학과 문학 그리고 사회와 정치를 분석하고 예언적 방향을 제시한 그의 방식으로 많은 기독교인들에게 큰 영향을 주었다. 라브리공동체를 창설하여 오는 많은 사람들에게 성경과 기독교 세계관의 관점에서 토론하고 기독교 문화에도 많은 도전을 주었다.

## 경력
프란시스 쉐퍼는 1912년 독일계 이민 프랜시스 오거스트 쉐퍼 3세와 베시 윌리엄슨 사이에서 펜실베이니아 저먼 타운에서 태어났다. 1935년 웨스트민스터 신학교와 페이스 신학교(Faith Theological Seminary)에서 공부했다. 1938년 장로교 목사로 안수받았으며, 1949년부터 스위스의 로마 가톨릭 주인 샹페리 주에 정착했다. 1955년 신학적인 갈등으로 개신교 주인 보드 위에모(Huemoz)주로 이주했으며, 1955년 한국을 비롯한 전 세계에 있는 기독교적인 배움공동체 라브리 공동체(프랑스어: L’Abri)를 설립했다. 1984년 임파선 암으로 별세했다.

## 쉐퍼의 문화관
성인경이 말하는 프란시스 쉐퍼의 문화의 특징은 다음과 같다.

첫째, 쉐퍼는 모든 문화가 복음 안에서 통일되기를 추구했다.
그가 일했던 서구 교회는 16세기에 되찾았던 만물에 미치는 그리스도의 주재권(Lordship, 골1:17,18)을 17세기의 경건주의 시대 이후에 까맣게 잊어버리고 있었다. 문화를 그리스도로부터 분리해 버렸고 이원화시켰던 것이다. 특히 20세기는 기독교인들 사이에 반문화적(反文化的)인 사고가 팽배하던 시대였다.
대학생들은 학교에서 학문과 신앙을 통합하는 것을 포기했고, 직장인들은 일터에서 기독교 정신을 실천하는 것은 불가능한 것처럼 생각하고 있었다. 예술가들은 작품 활동에서 메시지를 상실한 채 심미적 형식주의에 빠져 있었다. 영화인들은 스크린에서 절망을 부르짖고 있었던 것이다.
그 와중에서 쉐퍼는 아퀴나스 이후로 제기된 자연과 은혜의 분리를 중단하고, 정신계와 물질계의 이원화를 배제하고, 신학과 타 학문 사이의 분열을 멈추고, 복음과 문화를 그리스도 안에서 하나 되게 할 것을 주장했던 것이다. 그에게는 복음과 문화, 그리스도와 세상이라는 분리가 허용되지 않았던 것이다. 베이스(Gene E. Veith)는 "쉐퍼가 그리스도와 문화 모두를 심각하게 받아들였고 그들을 대립시켜서 일치점과 차이점을 찾아내어 서로 싸우게 만들었다"고 말했다.
패커(J.I.Packer)는 다소 신학적으로 규명했다. "그는 하나님의 주권으로 창조된 실재의 전체성과, 기독교인의 삶이란 그에 상응할 수 있는 또 하나의 포괄적인 실재이어야 함을 강조했다. 즉, 진리와 선과 아름다움이 다같이 가치를 인정받으며 동등한 열정으로 추구되어야 하는 그런 삶을 말한다. 이러한 측면들이 제도적으로는 라브리에서 구현되었으므로 그의 사역이 주목받는 것은 이해할 만하다. 왜냐하면 그의 사역이 워낙 탁월했을 뿐만 아니라 너무나도 필요한 일이었기 때문이다."
둘째, 쉐퍼는 모든 문화의 가치는 하나님에게 있다고 보았다.
그는 예술의 가치와 본질은 '예술가라는 인간의 위대함'에 있는 것이 아니라 '지금도 살아계신 하나님'에게 있다고 보았다. 즉 하나님의 인격성(人格性)과 창조성(創造性)이 모든 예술의 근본이라는 것이다. 하나님이 탁월하고 창조적인 예술가이시기 때문에 하나님의 형상대로 창조된 인간도 그 분을 닮아 예술가가 될 수 있는 것이다.
즉 예술이란 인간이 하나님의 인격성과 창조성을 과시하고 증거하는 것이기 때문이다. 우리의 생명을 하나님이 만드셨다는 것을 발견하면 할수록, 탐구하면 할수록, 이해하면 할수록, 우리는 피조물들의 다양성은 물론 하나님의 창조력의 완전함과 그의 상상력을 깊이 이해하게 될 것이다.
제람 바즈(Jerram Barrs)는 그 점을 지적하여, "이 세상의 별과, 꽃과, 새와 같이 우리가 생각할 수 있는 모든 것들은 엄청난 다양성으로 가득 차 있다. 그리고 두 개가 똑 같은 피조물은 아무 것도 없다. 모든 호랑이의 발자국이 다 다르듯이 모든 것은 서로 다르다. 세상은 이 같이 놀라운 다양성과 풍성함으로 가득 차 있다. 이것이 바로 우리의 근본적인 출발점이다"고 잘 지적했다.
그러므로 현대 예술가들이 자랑하는 창조적 '예술성만이 만능이 아니라'는 점을 명심해야 한다. 아무리 창의성이 뛰어난다 하더라도 그것이 인격성을 파괴하는 예술은 하나님뿐만 아니라 인간들로부터 거부당하게 된다. 하나님의 형상과 인간의 인격이 지나치게 파괴되기 때문이다.
셋째, 기독교적인 주제에만 제한되면 안 된다고 보았다.
쉐퍼는 예술을 기독교적인 주제에만 제한시키지 않았다. 그는 어떤 작품이 속칭 '기독교적인 주제'가 아니라는 이유로 무조건 반대하는 태도는 옳은 것이 아니라고 보았다. 동시에 기독교적인 주제를 사용했다고 무조건 좋은 작품이라고 보지 않았다. 그는 기독교인들이 하는 비기독교적 주제의 예술 작품들을 무시하지 않았다. 이것은 예술가의 '상상력(imagination)'과 관련이 있는 것이며, 모든 예술가들의 생명이다.
쉐퍼는 우리의 예술적 감각, 즉 상상력은 "저 별들의 넘어까지도 나래를 펼 수 있다"고 말 함으로써 보이는 세계와 보이지 않는 모든 세계에까지 예술가의 영역이 됨을 강조했다. 그러므로 쉐퍼는 주제의 범위를 제한하지 않았다. 예를 들어, 종교 개혁적 영성의 열매라고 할 수 있는 바하(John.S.Bach)는 메시야와 같은 성가곡만 작곡한 것이 아니라 궁중 파티를 위한 춤출 수 있는 '세속적인' 곡이라 부르는 작품들도 작곡했다.
그 점은 미술에 있어서 렘브란트도 마찬가지였다. 그는 당시에는 엄두도 못 낼 피아노 앞에 앉은 아내의 엉덩이를 그렸고, 의사의 수술 장면을 그렸다. 쉐퍼는 '아름다운 감동'을 주는 노래나 그림 뿐만 아니라 '타락한 인간 세상의 아픔'을 담아내는 노래나 그림도 가능하다고 본 것이다. 그 이유는 기독교 문화는 '미(beauty)'뿐만 아니라 '실체(reality)'를 다루어야 하기 때문이다.
넷째, 쉐퍼는 작품을 통하여 작가와 시대, 예술성을 비평했다.
현대적인 예술 비평방법은 "창의성"에 모든 생명을 걸고 있는데, 예술가의 독창적인 "개성"에 지나치게 의존하기 때문에, 한 시대의 예술관과 세계관을 분석하고 설명하는데 있어서 예술 작품이 오용당하는 경우가 종종 있다. 루이스(C.S. Lewis, 1989-1963)의 말을 인용해 본다면, "현대 비평의 중심되는 단어들은 파행적, 전통에 반하는 독자성, 규칙에 반하는 자유 등이다" 우리 시대의 위대한 작가들의 명단에 들어 갈려면 파생적, 독자성, 자유가 마음껏 발휘되어야 한다. 어떤 의미에서 기독교인들은 이들보다 더 혁명적이고 개척자적인 예술가가 되어야 한다.
그러나 쉐퍼는 예술 작품을 완전히 반대로 접근했다. 즉 쉐퍼는 예술을 평가하는 새로운 방법을 제시했는데, '예술 작품의 분석을 통하여 그 작가와 그 시대의 세계관을 밝혀내는 것'이다. 이것은 새로운 예술 비평 방법인데, 마치 '역사에 있어서는 텍스트를 설명하기 위해 역사를 사용하지 않고 텍스트를 통하여 한 시대의 역사적, 문화적, 사상적 변동을 설명하는 방법'과 일치하는 것이다. 그러므로 한 작품을 감상할 때는 종교적 주제 여부, 혹은 찬성이나 반대의 입장을 먼저 비판하기 보다는 그 작품을 통하여 작가, 시대, 예술성을 음미해 볼 필요가 있다.
그래서 그는 문화 감상 방법을 제시했다. 그는 작품의 예술성(artistics), 기술성(technology), 사상성(message)을 중시했다. 작품 속에 비기독교적인 예술성이나 기술성이 지나치게 내포되어 있을 경우에는 때로는 폐기해야 한다고 말했지만, 많은 경우에 예술성은 배우고 감상할 것이 많다고 보았다. 사상성은 언제나 조심스럽게 음미해 보아야 하는데, 20세기 예술은 작가와 관객사이에 의사소통(communication)이 단절되고 있기 때문이다. 가장 좋은 예는 작품 이름이 "무제"라는 것이 날이 갈수록 늘어간다는 것이다. 그런 의미에서 왜곡된 사상을 전하는 작품은 아무리 예술성과 기술성이 탁월하다고 하더라도 재고해야 한다.
다섯째, 문화를 전도의 접촉점으로 사용해야 한다고 보았다.
쉐퍼는 분석뿐만 아니라 분석한 것을 복음 전도의 유용한 다리로 사용했다. 그의 "문화 변증학"이라는 것은 복음의 내용을 변질 시키지 않으면서도 문화를 접촉점으로 하여 복음을 전하는 것이다.
그의 변증학은 예수님이 유대 지도자들(제도, 외식)과 사마리아 여인(물, 물동이, 남편)에게, 그리고 바울이 루스드라(농경문화), 아테네(우상, 지식과 종교 문화), 벨릭스 총독(정치문화)에게 전도할 때처럼 복음을 듣는 사람들의 문화적 배경을 대화의 접촉점으로 삼고 토론을 전개하는 하는 것이다.
특히 그는 문화 속에 숨어있는 세계관에 주목했고 기독교 세계관으로 대결했다. "역사와 문명에는 하나의 흐름이 있다. 이 흐름은 사상에 근원을 둔다. 인간은 내적 정신생활에 있어서는 특이한 존재이다. 즉 그들의 정신세계는 그들의 행동을 결정짓는다." 그가 현대 문화의 사상적 뿌리를 심각하게 본 것도 바로 여기에 있다.
세계관뿐만 아니라 요즘 같으면 영화, 음악, 미술 등이 복음전파의 가장 좋은 다리로서 사용될 수 있다. 라브리에서는 음식이나 산책, 여행, 노동까지도 복음의 접촉점으로 사용한다. 21세기는 "문화의 시대"라고 하는데 그의 문화적 변증학, 문화적 전도학이 성경적 방법이라는 것이 인정되고 빛을 발할 때가 된 것이다.

## 저서
- 기독교 선언 [프란시스 쉐퍼 시리즈 22권] (생명의 말씀사)
- 기독교 영성관 [프란시스 쉐퍼 전집 3권] (생명의 말씀사) ISBN: 89-04-04042-6
- 기독교 사회관 [프란시스 쉐퍼 전집 5권] (생명의 말씀사) ISBN: 89-04-04044-2
  1. 그러면 우리는 어떻게 살 것인가? (Whatever Happened to the Human Race?)

## 같이 보기
- 에디스 쉐퍼
- 프랑크 쉐퍼
- 기독교문화
- 기독교세계관